# Governo Interino da Índia
O Governo Provisório da Índia, formado em 2 de setembro de 1946 a partir da recém-eleita Assembleia Constituinte da Índia, tinha a tarefa de auxiliar na transição da Índia britânica para a independência. Permaneceu em vigor até 15 de agosto de 1947, data da independência (e partição) da Índia e da criação do Paquistão.